# Cautethia grotei
Espèce
Cautethia grotei est une espèce d’insectes lépidoptères de la famille des Sphingidae, de la sous-famille des Macroglossinae, de la tribu des Dilophonotini.

## Description

### L'Imago
L'envergure varie de 28 e 40 mm. La morphologie des organes génitaux masculins distingue bien l'espèce des Cautethia spuria et Cautethia yucatana, qui leur sont étroitement apparentés.
Les ailes antérieures sont marron-gris. Les ailes des femelles sont beaucoup plus foncées et présentent un motif plus prononcé que celui des mâles. Dans ceux-ci, le dessin est extrêmement variable. Les ailes postérieures sont fortement jaune orangé, le bord extérieur est brun. La marge brune est plus étroite chez Cautethia grotei que chez Cautethia  spuria. Chez cette espèce, l’aile postérieure restante est jaune plutôt que orange.

### Les œufs
Les œufs sont sphériques et verdâtres.

### La chenille
Les chenilles ont au dernier stade le physique typique du genre. Elles ont une couleur de base vert pâle à bleu-vert. Le corps est moucheté, seulement légèrement ou très fortement tacheté de taches brunes. Les stigmates sont orange et blanc. Le long de tout le corps court une ligne subdorsale blanche. Une autre ligne longitudinale blanche passe sous les stigmates et est parfois très faiblement reconnaissable à l'avant, mais très nette sur les trois ou quatre premiers segments. Il y a deux bandes blanches sur le visage. Ceux-ci sont plus larges chez les animaux fortement mouchetés.

### La nymphe
Les chrysalides sont terne et légèrement rugueuse. Les gaines des ailes sont presque noires, l'abdomen brun est structuré en noir aux espaces interdentaires. Le cremaster est noir et a une surface rugueuse. Il est large à la base et se termine par un double sommet.

## Biologie

### Période de vol
Il y a plusieurs générations par an en Floride. 

### Alimentation
L'adulte se nourrit du nectar de diverses fleurs, en particulier d'Asystasia gangetica et Dracaena fragrans.
Les chenilles se nourrissent de diverses espèces de Rubiaceae, notamment des lauriers (Chiococca alba), la torche noire (Erithalis fruticosa) et la banane commune (Symphoricarpos albus).

## Distribution et habitat
Distribution
L'espèce est  connue en Floride et dans les îles des Caraïbes.

## Systématique
L’espèce Cautethia grotei a été décrite par l'entomologiste Anglais Henry Edwards (entomologiste) en 1882.
La localité type est Indian River en Floride.

### Liste des sous-espèces
- Cautethia grotei grotei (Floride, Cuba, Bahamas, îles Caïmans et peut-être Hispaniola et la Jamaïque. Des individus isolés ont été découverts au Tennessee, en Illinois, en Pennsylvanie, à New York et même au New Hampshire)
- Cautethia grotei apira Jordan, 1940 (îles Caïmans)
- Cautethia grotei hilaris Jordan, 1940 (îles Caïmans)